# Jaroslav Kamarýt
Jaroslav Kamarýt (7. dubna 1900 Kardašova Řečice – 27. října 1978) byl český akrobatický pilot a podplukovník československého letectva.

## Život a působení
Absolvoval vojenské letecké učiliště při leteckém pluku č. 1 v Praze. Dne 22. října 1924 získal civilní pilotní průkaz. Dne 1. 4. 1928 se stal rotmistrem z povolání. Byl učitelem létání ve vojenských učilištích v Chebu, Prostějově a Olomouci. Po 2. světové válce, kterou strávil v civilním zaměstnání v Kardašově Řečici, byl zařazen u cvičné letky v Českých Budějovicích. Od 1. 7. 1951 do 25. 2. 1952 byl v hodnosti štábní kapitán velitelem 50. leteckého kurýrního pluku v Klecanech. Ve velitelských funkcích působil též na letištích Praha – Kbely a České Budějovice. Byl prvním náčelníkem Aeroklubu České Budějovice, resp.též náčelníkem krajského Aeroklubu Svazarmu v Českých Budějovicích, zúčastnil se založení letiště Hosín. V roce 1956 odešel do výslužby v hodnosti podplukovníka. V roce 1957 mu Mezinárodní letecká federace udělila Diplom Paula Tissandiera, který slouží k ocenění za významný přínos k rozvoji všeobecného letectví a sportovního letectví zvláště. Působil jako rozhodčí soutěží v letecké akrobacii.